# Bakhov trijumf
Bakhov trijumf (špa. El triunfo de Baco), popularno poznata kao Los borrachos (španjolski za Pijanice ) je ulje na platnu koje je naslikao španjolski barokni slikar Velázquez. Velázquez je ovu sliku naslikao između 1626. i 1628. godine za 100 dukata španjolskom kralju Filipu IV.
Slika prikazuje Bakha okruženog pijanicama i duh ove slike bolje prenosi njen španjolski naziv, Los borrachos ili Los bebedores („pijanice”), koji podrugljivo oslikava ovo veličanje polunagog vinovom lozom okrunjenog čovjeka na bačvi vina. 
Bakho je u centru slavlja, a koža mu je svjetlija od kože ostalih likova što ga čini upečatljivim; svi ostali likovi na slici su u suvremenim kostimima siromašnih ljudi 17. stoljeća u Španjolskoj. Bakho je prikazan kao bog koji nagrađuje muškarce s vinom i privremeno ih oslobađa njihovih problema. Naime, u baroku se Bakho smatrao alegorijom oslobođenja čovjeka od svakodnevnih obveza.
Prizor se može podijeliti na dva dijela. S lijeve strane je Bakhov svijetli lik koji sjedi u vrlo opuštenoj pozi kruneći jednog pijanca vijencem, dok su s desne strane prikazane ostale pijanice, ljudi s ulice koji nas pozivaju da se pridružimo njihovoj zabavi. Lik koji kleči primajući vijenac je mlađi i bolje odjeven od drugih, dok je lik u prednjem lijevom kutu, okrenut leđima promatraču, potpuno u sjeni. Slika je čvrsto naslikana, a svjetlo i sjena su vještije tretirani nego na dotadašnjim Velzquezovim slikama.
Sve u svemu, slika predstavlja primjer najnaprednijeg Velázquezovog stila. Također, u ovom djelu možemo vidjeti Velázquezovo realističko prikazivanje mitoloških tema; težnja koju će slijediti nekoliko sljedećih godina.